# Montclar-Lauragais
Montclar-Lauragais (okzitanisch: Montclar de Lauragués) ist eine französische Gemeinde mit 245 Einwohnern (Stand: 1. Januar 2022) im Département Haute-Garonne in der Region Okzitanien (vor 2016 Midi-Pyrénées). Sie gehört zum Arrondissement Toulouse und zum Kanton Revel. Die Einwohner werden Clarimontais genannt.

## Lage
Montclar-Lauragais liegt in der Kulturlandschaft Lauragais, 30 Kilometer südöstlich von Toulouse. Der Hers-Mort begrenzt die Gemeinde im Osten. Umgeben wird Montclar-Lauragais von den Nachbargemeinden Renneville im Norden und Nordosten, Avignonet-Lauragais im Osten, Beauteville im Südosten und Süden, Lagarde im Süden und Westen sowie Gardouch im Westen und Nordwesten. 

## Bevölkerungsentwicklung
| Jahr                       | 1962 | 1968 | 1975 | 1982 | 1990 | 1999 | 2006 | 2013 | 2020 |
| Einwohner                  | 95   | 75   | 85   | 92   | 109  | 139  | 202  | 215  | 240  |
| Quellen: Cassini und INSEE |      |      |      |      |      |      |      |      |      |

## Sehenswürdigkeiten

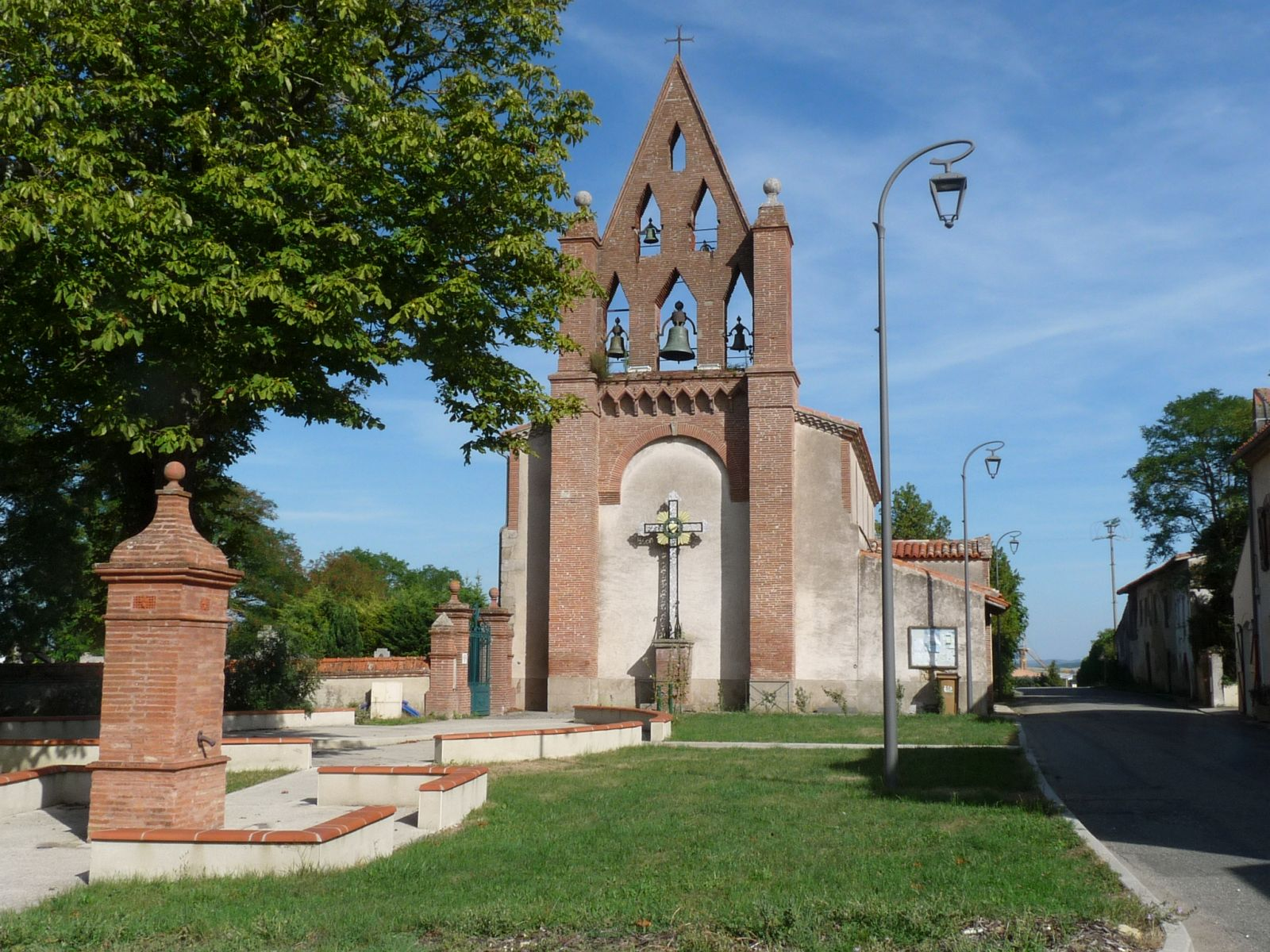
Kirche Saint-Hilaire
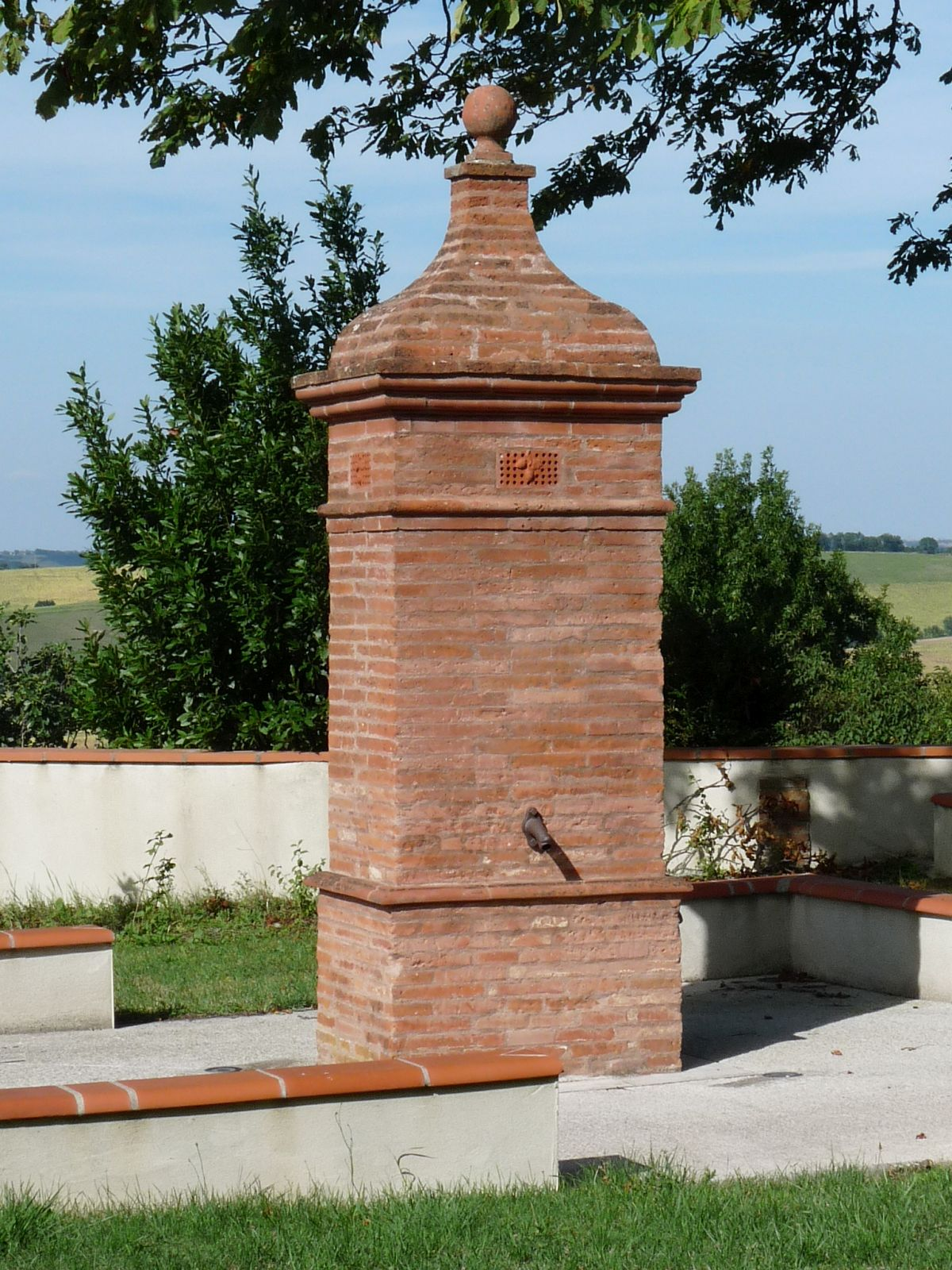
Brunnen
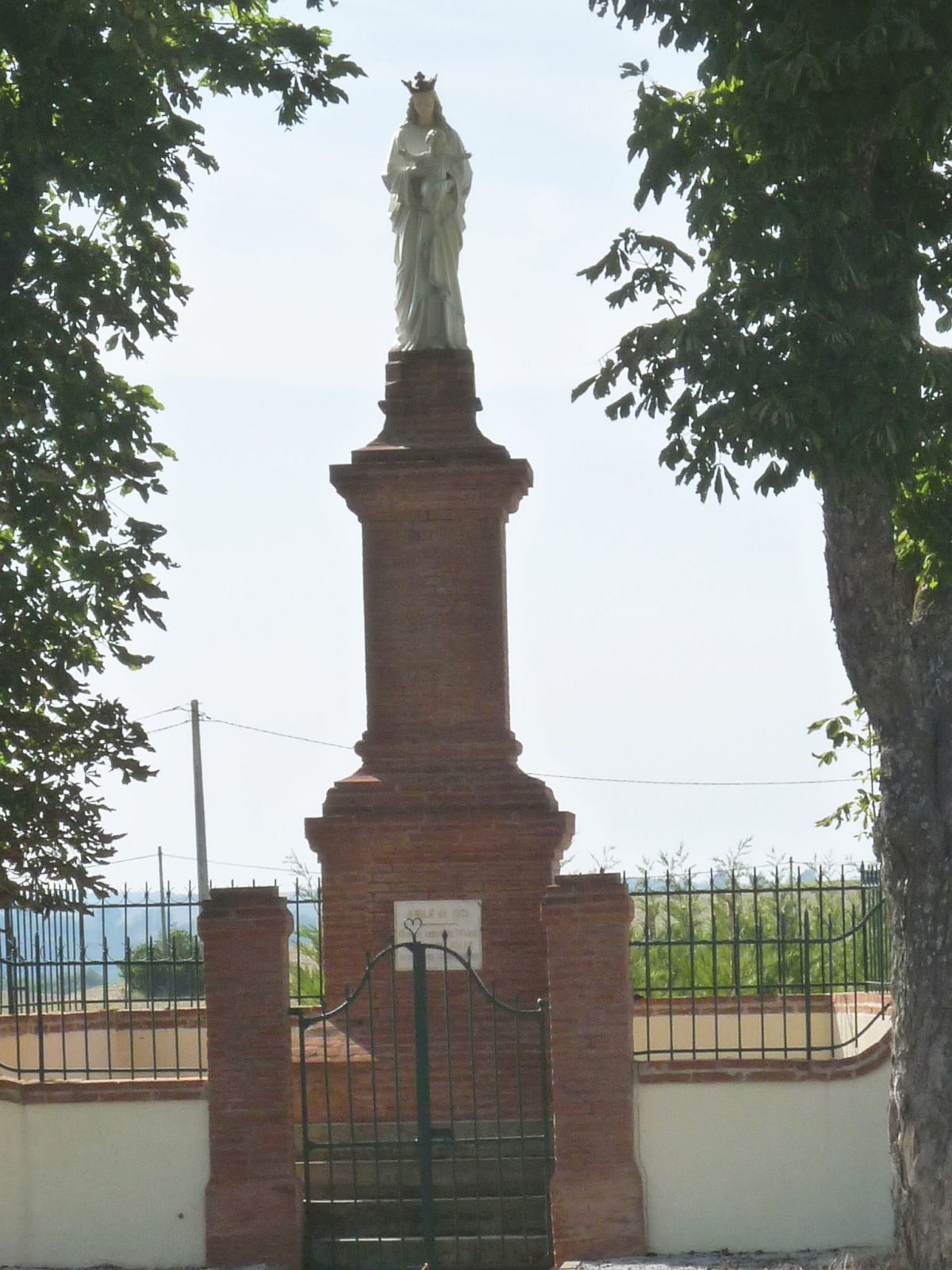
Marienstatue
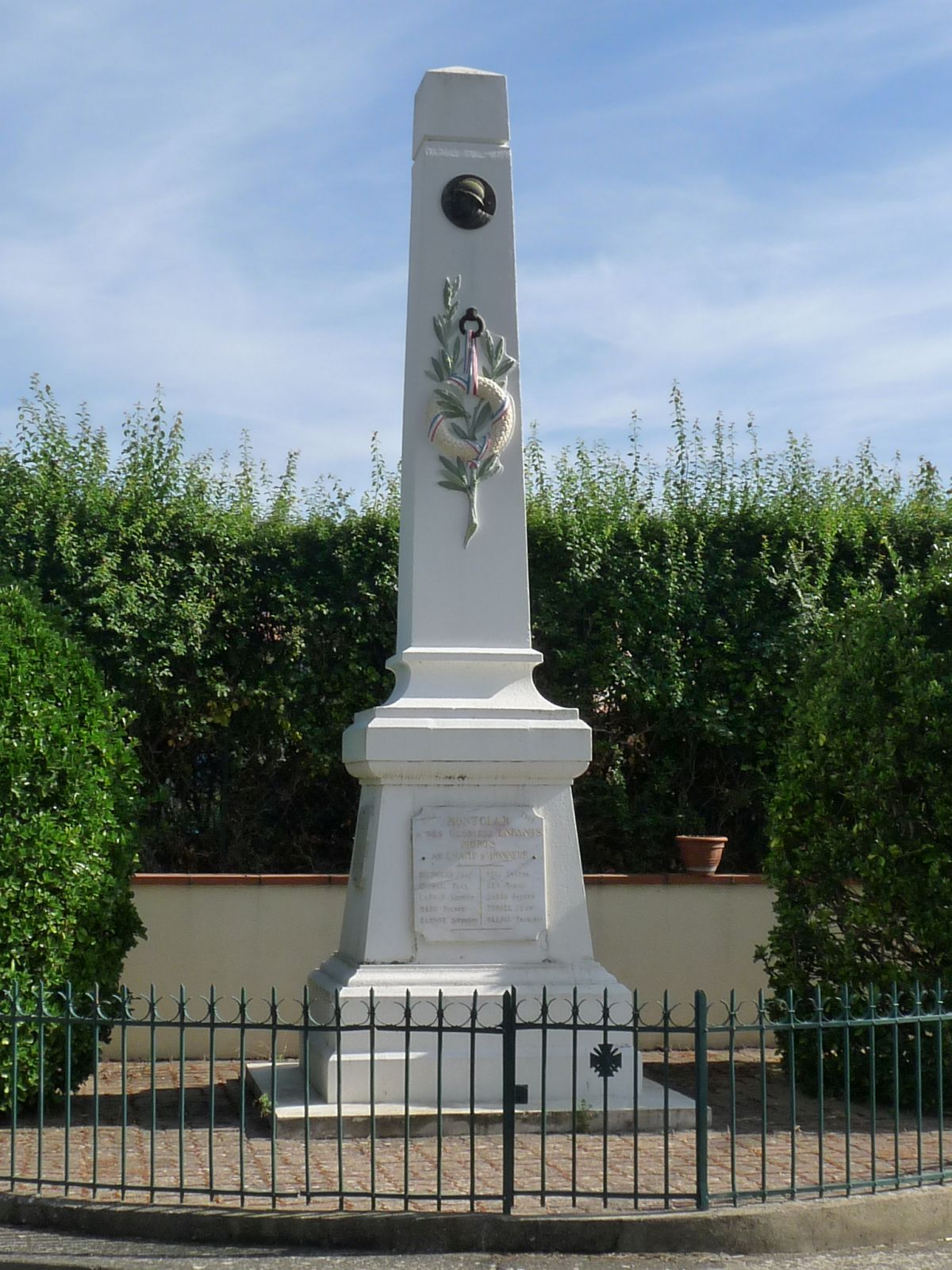
Gefallenendenkmal

- Kirche Saint-Hilaire
- Brunnen
- Marienstatue
- Gefallenendenkmal